# Pliego de mortaja
Pliego de mortaja o pliego de providencia era una orden sellada en la cual constaban los nombres de tres personas a quienes el Rey de España señalaba como candidatos para suceder en el gobierno virreinal de sus colonias en América, en caso de muerte del Virrey titular durante el cumplimiento de su mandato o por  incapacidad física e incurable. Era guardado con gran cautela y solo podía ser abierto por la Real Audiencia respectiva solamente si llegase a suceder lo previsto, o quemado al término del período de gobierno. El personaje elegido asumía el cargo con el título de Virrey interino. Fue una innovación del régimen borbónico español, a fin de evitar los problemas suscitados en torno a la sucesión de los virreyes.
En el Virreinato del Perú (donde se llamó pliego de sucesión), su adopción fue sugerida por el virrey Conde de Lemos ante la comprobación de los excesos y las debilidades de los oidores que asumieron el gobierno del Perú entre 1666 y 1667 a consecuencia de la muerte de su antecesor, el Conde de Santisteban.
La primera y única vez en que un virrey interino asumió el poder en Perú mediante el pliego de sucesión fue en 1710. Esto ocurrió cuando murió el virrey Manuel de Oms y de Santa Pau, marqués de Castell-dos-Rius. En dicho pliego aparecían tres nombres: 
- D. Juan González de Santiago, Obispo del Cuzco.
- D. Antonio de León y Becerra, Obispo de Arequipa.
- D. Diego Ladrón de Guevara, Obispo de Quito.

Como los dos primeros ya habían fallecido, el tercero hubo de dejar su sede y encaminarse a Lima.
En el Virreinato del Río de la Plata fue necesario abrir pliegos de providencia en dos oportunidades:
- en abril de 1797, tras el fallecimiento del virrey Pedro Melo de Portugal; en el primer pliego figuraba el nombre del mariscal Antonio Olaguer Feliú, que asumió el cargo con carácter de interino hasta 1799.
- en abril de 1804, tras el fallecimiento del virrey Joaquín del Pino y Rosas; el nombre mencionado en el primer pliego correspondía a un oficial ya fallecido, y en el segundo pliego figuraba el brigadier Rafael de Sobremonte, que ejerció su cargo interinamente hasta octubre del mismo año, y como titular hasta febrero de 1807, cuando fue depuesto por la Real Audiencia de Buenos Aires.

Al ser depuesto Sobremonte, la Audiencia no disponía de pliegos de providencia, y nombró al francés Santiago de Liniers; poco después el Rey nombró virrey a Pascual Ruiz Huidobro, pero al llegar su nombramiento, este había caído prisionero de los ingleses, por lo que se debía optar por el militar de mayor graduación, que —por debajo del prisionero Ruiz Huidobro— era Liniers. Este fue finalmente confirmado como virrey titular a fines del mismo año.